# Sankt-Jakobi-Kirche (Magdeburg)

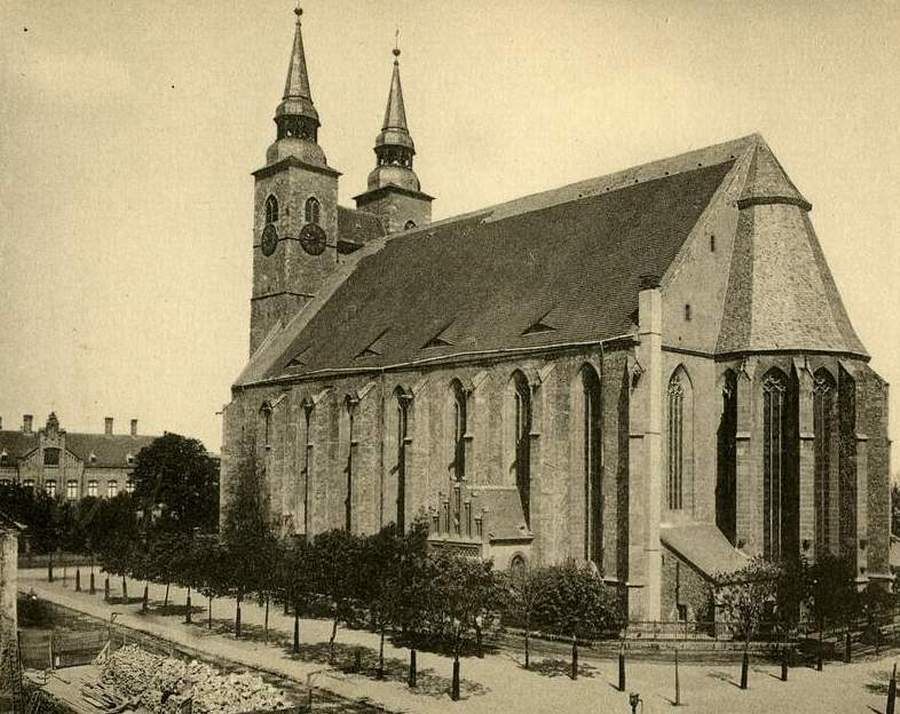
Die Jakobikirche Magdeburg um 1885

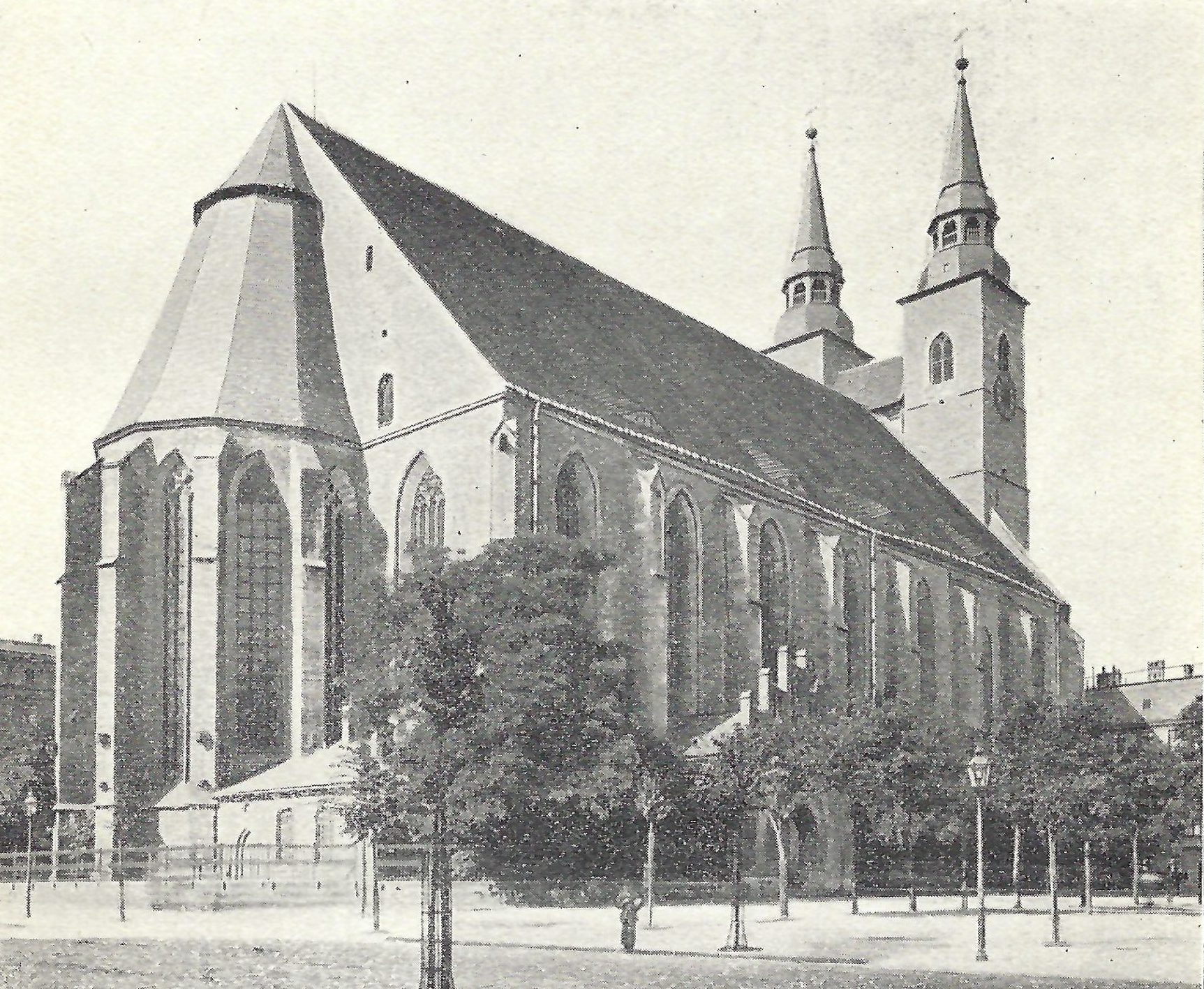
Blick von Nordosten, 1902 oder früher

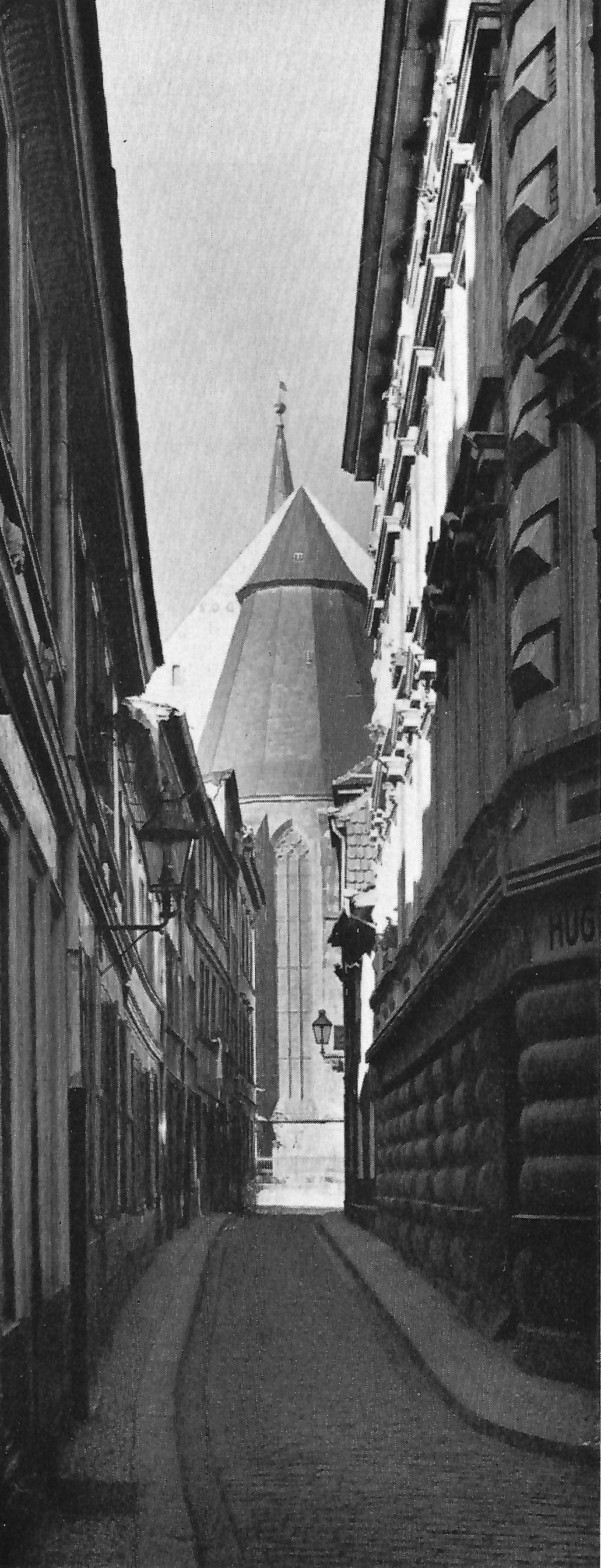
Blick durch die Kleine Storchstraße von Osten auf die Jakobikirche in den 1930er Jahren

Die Sankt-Jakobi-Kirche war eine Kirche im Magdeburger Stadtteil Altstadt. Die Kirche war dem Heiligen Jakobus geweiht.

## Lage
Die Kirche befand sich am nördlichen Ende der Jakobstraße auf der westlichen Straßenseite, zwischen heutigem Tränsberg und Blauebeilstraße. Vor dem Bau der Kirche befand sich dort der Galgen der Magdeburger Richtstätte. Bis 1896 befand sich nordöstlich der Kirche das Haus Zum schwarzen Adler.

## Geschichte

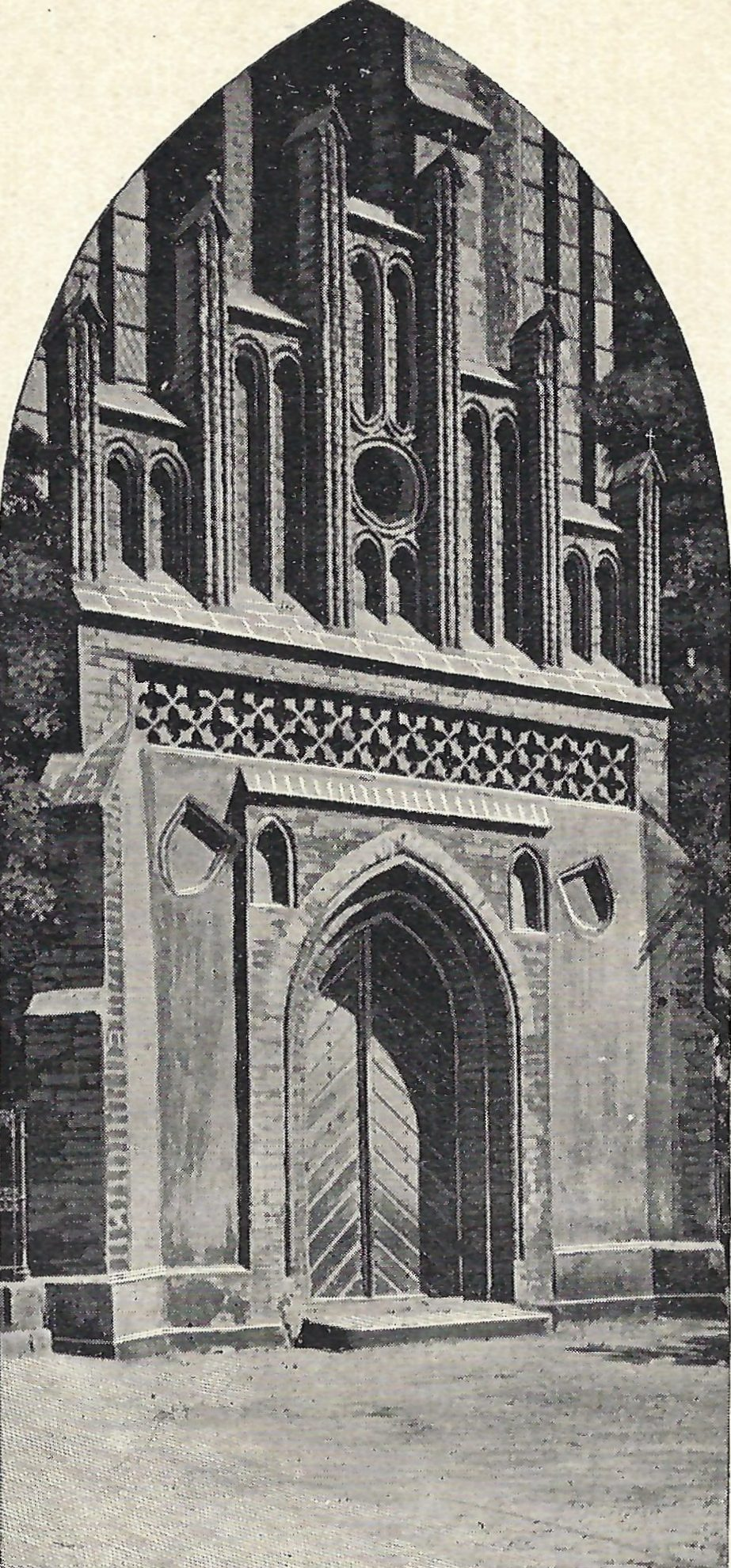
Vorhalle der Jakobikirche, Aufnahme 1902 oder früher

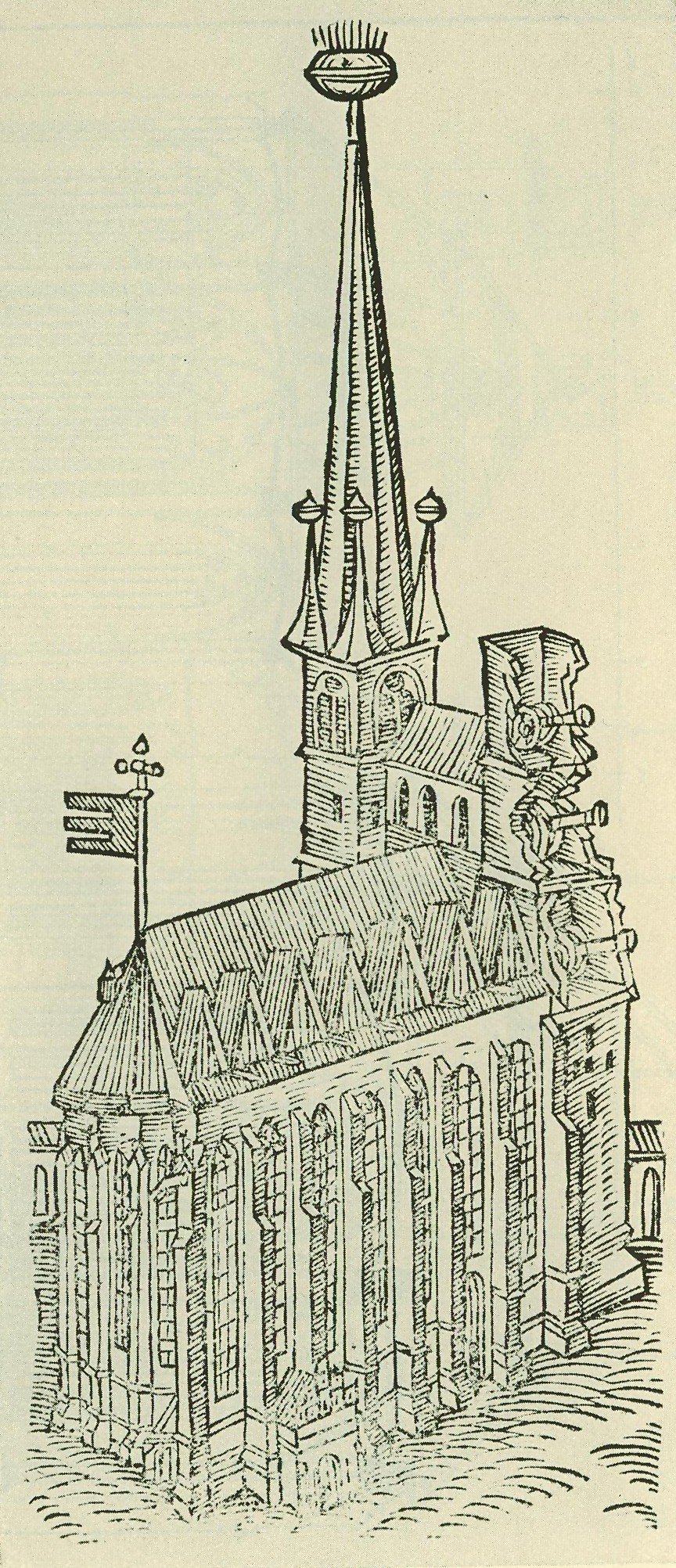
1550/51: Zeichnung der auf Kritzmanns Initiative mit Geschützen bestückten Sankt-Jakobi-Kirche Magdeburg, rechts im Bild der Nord-Kirchturm mit den Kanonen; zeitgenössische Darstellung

Das genaue Datum der Grundsteinlegung ist unbekannt. Es wird davon ausgegangen, dass die Grundsteinlegung zwischen 1213 und 1230 unter Erzbischof Albrecht I. von Käfernburg erfolgte. Nach den Aufzeichnungen eines Chronisten soll der Erzbischof die Kirche sogar gestiftet haben. Auch dies ist jedoch nicht belegt. Eine erste urkundliche Erwähnung erfolgte am 13. Mai 1243.
1381 erfolgte bereits ein Neubau des Kirchenschiffs. Der Grund hierfür ist nicht bekannt. Es wird vermutet, dass der ursprüngliche Bau bereits zu klein geworden war. Der Neubau stellte dann die größte Pfarrkirche Magdeburgs dar. Für das Jahr 1402 wird der Südturm der Kirche erwähnt, da dessen Glocke zum Handwerkeraufstand läutete. Zu diesem Zeitpunkt war der Südturm also bereits fertig. Zu Ostern 1438, 57 Jahre nach dem erneuten Baubeginn, wurde die Kirche eingewölbt. 1459 läuteten die Glocken der Jakobi-Kirche erneut Sturm zum Aufstand. Der Nordturm der Kirche wurde 1497 von Ratszimmermeister Hans Knoche nach zweijähriger Arbeit fertiggestellt.
Besondere Bedeutung erlangte die Kirche bei der Verteidigung der Stadt 1550/1551. Unter Führung des Kurfürsten Moritz von Sachsen eroberten feindliche Truppen in der Nacht vom 28. auf den 29. November 1550 die Magdeburger Neustadt und belagerten Magdeburg. Die Magdeburger Verteidiger brachten daraufhin am 10. Dezember Geschütze auf den Nord-Kirchturm der Kirche. Der Büchsenmeister und Kanonier Andreas Kritzmann eröffnete damit erfolgreich das Feuer auf die feindlichen Truppen. Bei der Erwiderung des Feuers wurde die Kirche erheblich beschädigt.
Aufgrund des Dauerbeschusses wurde der Süd-Kirchturm so beschädigt, dass seine Spitze in der Nacht vom 19. auf den 20. Februar 1551 von den Magdeburgern mit Stricken zu Boden gebracht wurde. Am 15. März stürzte der mit Wollsäcken behängte Nordturm ein. Er fiel auf die Kirche, zerschlug das Gewölbe und beschädigte somit die Kirche schwer. Die Belagerung blieb jedoch erfolglos, Andreas Kritzmann blieb mit seiner Rettungstat als Magdeburgs Volksheld in bleibender Erinnerung.
Am 21. August 1552 riss ein Sturm die Spitze des Südturms herunter, wobei der südliche Teil der Kirche ebenfalls stark zerstört wurde.
1557 wurde erstmals wieder ein Gottesdienst in der Kirche gehalten. Im Jahr 1564 hatte der Südturm wieder eine, allerdings kleinere, Spitze, und das letzte Gewölbe wurde geschlossen.
Der Nordturm befand sich unverändert in einem ruinösen Zustand. Ab 1581 wurde der Turm mit erheblicher Unterstützung von Magistrat und Bürgerschaft wieder aufgebaut. Der Herzog von Braunschweig, Julius, spendete das zum Decken des Turms erforderliche Blei (600 Zentner). Der Turm trug daher den Namen Julius-Hut. Die Fertigstellung erfolgte bereits 1583.
1613 schlug zwischen die beiden Türme ein Blitz ein. Schwerste Zerstörungen erfolgten jedoch während der Erstürmung der Stadt im Dreißigjährigen Krieg durch Truppen unter Führung Tillys 1631. Am 10. Mai läutete Jakobi als erste Kirche Sturm wegen des Angriffs der Feinde. Der im Zusammenhang mit der Erstürmung ausgelöste Brand vernichtete jedoch fast die gesamte Stadt und so auch Sankt Jakobi. Über sieben Jahre verblieb es dabei; eine erste neue Nutzung erfolgte erst 1638. Die Reste der Kirche dienten als Kornlager und Dreschplatz.
Ab 1650 wurde die Kirche wiederaufgebaut. Am 15. Februar 1650 goss Glockengießermeister Jürgen Schreiber unter Nutzung der Reste der alten geschmolzenen Glocke eine neue Glocke für Sankt Jakobi. Zwischen März 1652 und Juni 1653 wurden die Trümmer aus der Kirche beseitigt. Ein Zimmermann Linderer richtete 1654 die Türme, versehen mit Turmknöpfen, wieder auf. 1656 wurde das Dach neu gedeckt, 1658 erhielten die Fenster neue Scheiben. Am 10. Mai 1659 fand der erste Gottesdienst seit der genau 28 Jahre zurückliegenden Zerstörung statt.
1844 wurde eine Dielung in die Kirche eingebracht, was den Fußboden um 12 cm erhöhte. Im Jahr 1881 wurde das 500-jährige Bestehen der Kirche gefeiert.
Im Zweiten Weltkrieg wurde die Kirche beim schwersten Luftangriff auf Magdeburg am 16. Januar 1945 stark zerstört und brannte aus.
1959 wurde die Jakobi-Kirche gesprengt und erlitt so das Schicksal mehrerer anderer Kirchenbauten in Magdeburg (z. B. Heilig-Geist-Kirche). Viele bis dahin erhaltene Kunstwerke (u. a. von Tobias Wilhelmi) gingen so noch verloren.

## Architektur

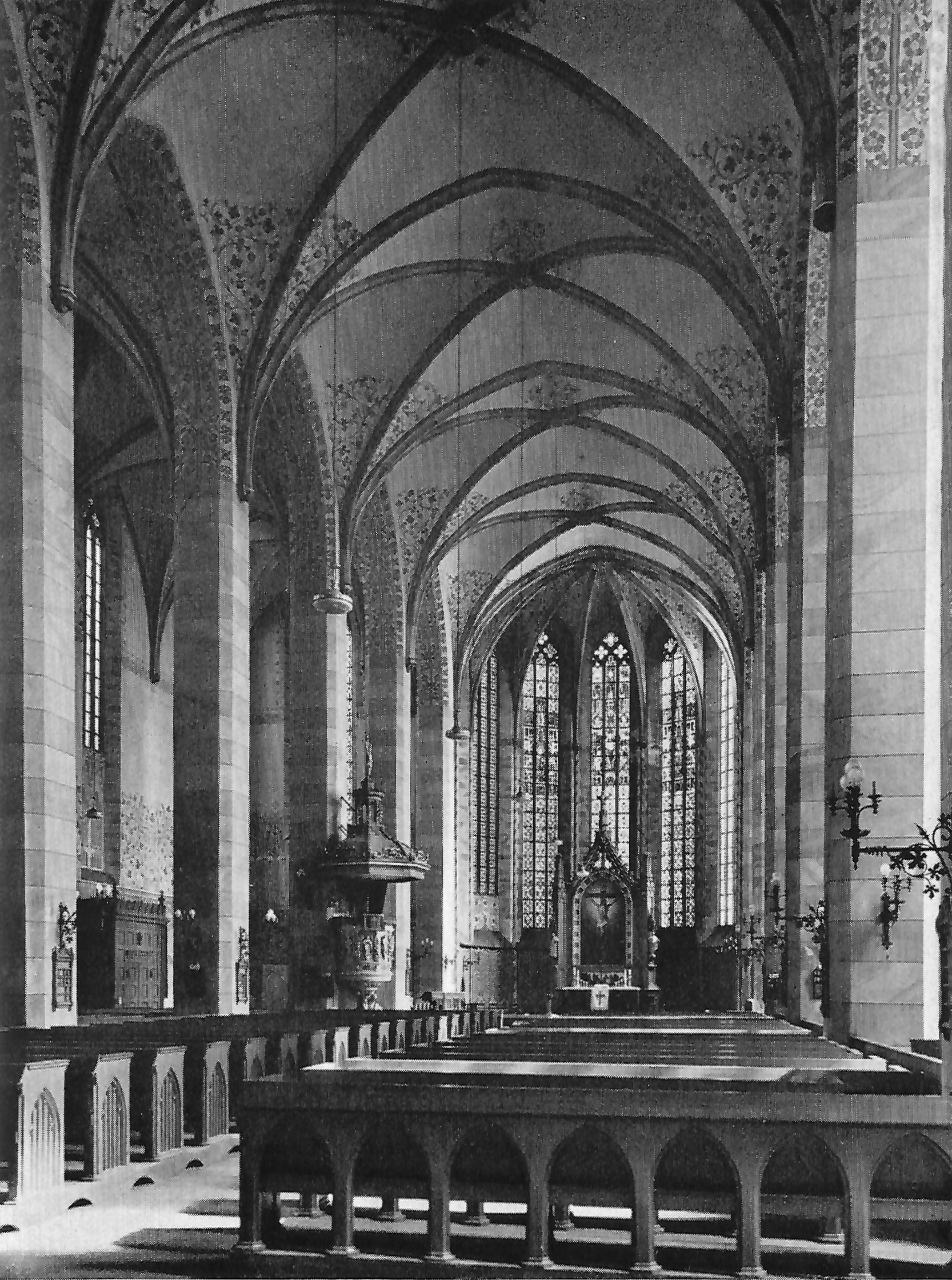
Chor der Jakobikirche in den 1930er Jahren

Neben der westlichen Eingangstür auf der Südseite befand sich die Inschrift: „Na Goddes ghebort MCCCLXXXI des sondages vor palmen do wart de erste steyn angelecht to disser kerken“ (MCCCLXXXI = 1381).
Aus der Südwand des Turms ragten steinerne Köpfe, wohl in Erinnerung an die ehemalige Richtstätte.
Der Magdeburger Stadtbaurat Otto Peters schreibt 1902 von einem mächtigen Hallenbau, schlanken Pfeilern, klaren Wölbungen, einem zierlichen Abschluss der Chorgewölbe und „mit der Flut von Licht aus den mit reichem Maßwerk verzierten Fenstern“. Er beschreibt die Kirche weiter als „reicheren Kirchenbau“ mit „treffliche Backsteinvorhallen“ an der Nord- und Südseite.

## Orgelgeschichte
Die erste in den Quellen erwähnte Orgel schufen die Hamburger Orgelbauer Jacob Scherer und Hans Bockelmann. Sie erklang erstmals am 8. August 1568.
Von 1678 bis 1694 arbeitete Heinrich Herbst der Jüngere an einer neuen Orgel ohne damit fertig zu werden; schließlich wurde der Vertrag aufgelöst und 1698 ein neuer Vertrag mit Arp Schnitger geschlossen, der 1703 eine Orgel mit drei Manualen, Pedal und 44 Registern (davon 7 Transmissionen) lieferte, unter Verwendung des Gehäuses der angefangenen Herbst-Orgel.
Von 1851 bis 1906 war Hermann Finzenhagen als Organist an der Jakobikirche tätig. Der von ihm gegründete Finzenhagensche Gesangverein wirkte bei Festgottesdiensten mit. Von 1853 bis 1858 baute Adolf Reubke ein neues Orgelwerk mit drei Manualen und 53 Registern in das alte Orgelgehäuse und verwendete dabei Teile der Schnitger-Orgel.
1934 baute Emil Hammer die Orgel um; sie besaß anschließend elektrische Traktur und weiterhin 53 Register, die alten Schleifladen von Adolf Reubke wurden weiterverwendet.

## Reste und Erinnerungen an die Sankt-Jakobi-Kirche
An die Sankt-Jakobi-Kirche erinnert heute noch die Benennung der Jakobstraße und ein Bronzemodell an dieser Straße am alten Standort.
Erhalten blieben auch zwei Grabmale, die sich heute im Kreuzgang der Wallonerkirche befinden. Beide wurden vom Bildhauer Tobias Wilhelmi geschaffen. Das eine Epitaph galt dem Prediger an der Jakobikirche Christian Scriver (1629–1693), das andere dem Artillerie-Obristen Jacob Bertram (verstorben am 5. Mai 1697).